# Una buena señal
Una Buena Señal es el segundo álbum del cantante Paco de María, publicado el 14 de julio de 2011 con la distribución de la compañía discográfica Drágora. Se trata de un disco de big band vocal, interpretado en español y producido por Tommy Ruiz en el que el intérprete explora un repertorio de canciones que transcendieron a partir de las décadas de los años 60, 70 y 80, adaptadas al estilo de las grandes bandas con fusiones de balada latinoamericana, bossa nova, pop, jazz y swing, además de incluir por primera vez una interpretación en inglés con la canción I've Got You Under My Skin.
El título del álbum proviene del tema inédito del cantante y compositor David Cavazos, Una Buena Señal, compuesto especialmente para esta producción.

## Canciones
| N.º | Título                       | Escritor(es)        | Duración |  |
| 1.  | «Preso»                      | Rafael Pérez Botija | 3:45     |  |
| 2.  | «Una Buena Señal»            | David Cavazos       | 3:49     |  |
| 3.  | «Llévatela»                  | Armando Manzanero   | 4:05     |  |
| 4.  | «Una Mañana»                 | Clare Fischer       | 3:19     |  |
| 5.  | «I've Got You Under My Skin» | Cole Porter         | 3:33     |  |
| 6.  | «Tu Cabeza en Mi Hombro»     | Paul Anka           | 2:45     |  |
| 7.  | «No Hace Falta»              | Alejandro Lerner    | 3:54     |  |
| 8.  | «No Me Vayas a Engañar»      | Osvaldo Farrés      | 3:57     |  |
| 9.  | «Nada Se Compara Contigo»    | Álvaro Torres       | 5:08     |  |
| 10. | «Quédate Aquí»               | David Cavazos       | 4:34     |  |
| 11. | «Un Poco Más»                | Álvaro Carrillo     | 3:40     |  |

## Créditos
- Producción y dirección musical: Tommy Ruiz
- Producción ejecutiva: Paco de María
- Coproducción: Nilson Marenco

- I’ve Got You Under My Skin y No Hace Falta producidos por Eduardo Magallanes
- Tu Cabeza En Mi Hombro producido por Riccardo
- Llévatela coproducido por Yorgis Goiricelaya
- Grabado, Mezclado y Masterizado por: Tommy Ruiz
- Grabado en: King’s Sky Studios. Miami, Florida
- Producción de Imagen: Philippe Vanta para L’Oreal Profesionnel
- Realizada por: Irma Sartie, Alejandra Sartie
- Fotografía: Rodrigo Marín para L’Oreal Profesionnel
- Locación: Controne Ristorante Polanco
- Diseño, Arte y Producción Digital: Carlos Rojas
- Webmaster: Marco Aboytes